# Hidaka (Hokkaidō)
Hidaka (日高町, Hidaka-chō) és una vila i municipi de la subprefectura de Hidaka, a Hokkaido, Japó. La vila de Hidaka també forma part del districte de Saru. Hidaka disposa d'instal·lacions per practicar l'esquí, sent un destí per a la pràctica d'aquest esport.

## Geografia
El municipi de Hidaka es troba a la subprefectura de Hidaka, al sud-est de Hokkaido. Dins de la subprefectura, la vila de Hidaka es troba al nord-est i nord-oest d'aquesta, dividint-se en dues parts. El terme municipal de Hidaka limita amb el de Biratori al sud i al nord de cada part i amb Mukawa, a la subprefectura d'Iburi, al nord.
La vila de Hidaka està dividida en dues parts que coincideixen amb els antics termes municipals de Hidaka i Monbetsu. El terme municipal de Biratori es troba just al mig de les dues parts i divideix el terme de Hidaka en dos. La part de l'antic municipi de Hidaka limita amb la serralada de Hidaka, a la cruïlla de camins que condueixen a Sapporo, Furano, Obihiro i Biratori. Aquesta cruïlla també du als passos de muntanya de Hidaka i Nisshô. La part que abans pertanyia al ara desaparegut municipi de Monbetsu limita amb l'oceà pacífic i el delta del riu Saru a aquest.

## Història
Tot i que ja existia un municipi de Hidaka, l'1 de març de 2006 es va crear l'actual vila de Hidaka fruit de la unió entre els antics municipis de Hidaka i Monbetsu de Hidaka.

## Demografia
| 1920   | 1930   | 1940   | 1950   | 1960   | 1970   | 1980   |
| ------ | ------ | ------ | ------ | ------ | ------ | ------ |
| 10.699 | 12.825 | 13.826 | 19.242 | 24.885 | 21.228 | 18.875 |
| 1990   | 2000   | 2010   | 2020   | 2030   | 2040   | 2050   |
| 16.976 | 15.783 | 13.615 | 11.648 | -      | -      | -      |

## Transport

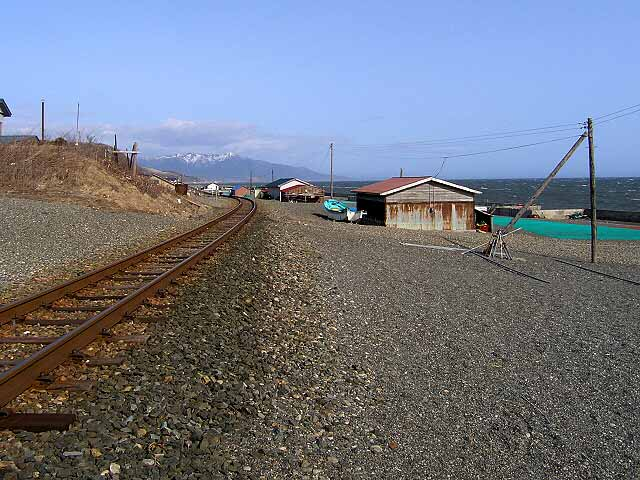
Línia Hidaka al seu pas per la vila

### Ferrocarril
- Companyia de Ferrocarrils de Hokkaido (JR Hokkaido)
  - Tomikawa - Hidaka-Monbetsu - Toyosato - Kiyohata - Atsuga

### Carretera
- Nacional 235 - Nacional 237 - Nacional 274
- Prefectural 71 - Prefectural 80 - Prefectural 208 - Prefectural 289 - Prefectural 351 - Prefectural 847 - Prefectural 1026